# رنين كوتشك (غوهران)
رنين كوتشك (بالفارسية: رنین کوچک) هي قرية تقع في إيران في Gowharan Rural District. يقدر عدد سكانها بـ 111 نسمة بحسب إحصاء 2016.